# 小行星2059
小行星2059（2059 Baboquivari）是一颗围绕太阳公转的小行星。1963年10月16日，印第安纳大学在摩根县发现了此天体。
該小行星以墨西哥北部的鮑比奧奎瓦里聖山（Babioquivari）命名。
这颗小行星的绝对星等为191.250814105059等。